# 루크 빌야크
루크 빌야크(Luke Bilyk, 1994년 11월 10일 ~ )는 캐나다의 배우, 영화배우, 텔레비전 배우이다.
토론토에서 태어났다.

## 영화
- 아담스 테스터먼트 (2017년)
- 키스 앤드 크라이 (2017년)